# Synanthedon xanthonympha
Synanthedon xanthonympha is een vlinder uit de familie wespvlinders (Sesiidae), onderfamilie Sesiinae.
Synanthedon xanthonympha is voor het eerst wetenschappelijk beschreven door Meyrick in 1921. De soort komt voor in het Neotropisch gebied.